# Ferrovia Yongsan
La ferrovia Yongsan (용산선 - 龍山線, Yongsan-seon) è una ferrovia urbana situata nella zona nord-occidentale della città di Seul, originariamente parte della ferrovia Gyeongui.

## Storia
La linea è stata inizialmente inaugurata nel 2012 per i primi 4,5 km fra Gajwa e Gongdeok, mentre nel dicembre di due anni dopo, è stata completata l'estensione fino a Yongsan, grazie alla quale sono stati avviati i servizi diretti sulle linee Gyeongui e Jungang, tagliando da ovest a est tutta la parte nord della città. Grazie a questa infrastruttura è stato quindi possibile avviare la relazione Gyeongui-Jungang.

## Servizi
Sulla linea passano ogni ora dai quattro ai cinque treni fra locali ed espressi nei giorni feriali. La maggior parte dei treni espressi provenientidalla linea Gyeongui terminano a Yongsan.

## Stazioni
- Tutte le fermate si trovano a Seul
- Fermate dei treni: ●: il treno ferma; |: il treno transita senza fermare
- Nella tabella sono indicate le fermate dell'Espresso Yongsan (YE)

| Num.                                                 | Stazione     | Stazione | Stazione | YE | Collegamenti                                | Dist. interst. | Dist. totale | Posizione | Posizione    |
| Num.                                                 | Alfabeto     | Hangŭl   | Hanja    | YE | Collegamenti                                | in km          | in km        | Posizione | Posizione    |
| ---------------------------------------------------- | ------------ | -------- | -------- | -- | ------------------------------------------- | -------------- | ------------ | --------- | ------------ |
|                                                      |              |          |          |    |                                             |                |              |           |              |
| Servizio diretto via linea Jungang fino a Yongmun    |              |          |          |    |                                             |                |              |           |              |
| K310                                                 | Yongsan      | 용산     | 龍山     | ●  | ● Linea 1 ■ Linea Jungang ■ Linea KTX Honam | 0.0            | 0.0          | Seul      | Yongsan-gu   |
| K311                                                 | Hyochang     | 효창     | 孝昌     | \| | ● Linea 6                                   | 1.8            | 1.8          | Seul      | Yongsan-gu   |
| K312                                                 | Gongdeok     | 공덕     | 孔德     | ●  | ● Linea 5 ● Linea 6 ■ Linea AREX            | 0.7            | 2.5          | Seul      | Mapo-gu      |
| K313                                                 | Seogangdae   | 서강대   | 西江大   | \| |                                             | 1.9            | 4.4          | Seul      | Mapo-gu      |
| K314                                                 | Hongdae-ipgu | 홍대입구 | 弘大入口 | ●  | ● Linea 2 ■Linea AREX                       | 0.9            | 5.3          | Seul      | Mapo-gu      |
| K315                                                 | Gajwa        | 가좌     | 加佐     | \| | ● Linea Gyeongui per Seul                   | 1.7            | 7.0          | Seul      | Seodaemun-gu |
|                                                      |              |          |          |    |                                             |                |              |           |              |
| Servizio diretto via ferrovia Gyeongui fino a Munsan |              |          |          |    |                                             |                |              |           |              |